# Mauro Gatti
Mauro Gatti (Florencia, Italia, 12 de junio de 1937) es un exfutbolista y entrenador italiano. Se desempeñaba como lateral izquierdo.

## Trayectoria

### Como futbolista
Se formó en el Fanfulla. Tras un año en Serie B con el Reggiana, durante la cual disputó todos los 38 partidos de la temporada, en el verano de 1959 pasó al Inter de Milán, donde se quedó dos temporadas con 43 presencias y 2 goles en Serie A. En 1961 fue transferido al Napoli, totalizando en la primera temporada con la camiseta azzurra 15 presencias y disputando la victoriosa final de Copa Italia contra el SPAL de Ferrara. La temporada siguiente se convirtió en titular del once napolitano. En 1966 fichó por el Padova, donde jugó 7 temporadas de Serie B y C.

### Como entrenador
Durante la temporada de Serie C 1972/73 por un breve periodo desempeñó el papel de jugador-entrenador del Padova; en la temporada siguiente se convirtió en el entrenador del club. En 1977 fue el técnico del Monselice, equipo de la provincia de Padova, logrando un ascenso a la Serie C2. Fue también entrenador de otros dos clubes del Véneto: el Dolo y el Giorgione.

## Clubes

### Como futbolista
| Club              | País   | Año         |
| ----------------- | ------ | ----------- |
| AC Fanfulla       | Italia | 1957 - 1958 |
| AC Reggiana       | Italia | 1958 - 1959 |
| FC Inter de Milán | Italia | 1959 - 1961 |
| SSC Napoli        | Italia | 1961 - 1966 |
| Calcio Padova     | Italia | 1966 - 1973 |

### Como entrenador
| Club             | País   | Año         |
| ---------------- | ------ | ----------- |
| Calcio Padova    | Italia | 1972 - 1974 |
| Monselice Calcio | Italia | 1980 - 1981 |
| FC Dolo          | Italia | 1983 - 1984 |
| Giorgione Calcio | Italia | 1983 - 1984 |

## Palmarés

### Campeonatos nacionales
| Título      | Club       | País   | Año         |
| ----------- | ---------- | ------ | ----------- |
| Copa Italia | SSC Napoli | Italia | 1961 - 1962 |